# Dialettica (Pietro Abelardo)
La Dialettica è un'opera letteraria e filosofica di Pietro Abelardo, filosofo francese (1079-1142).
Quest'opera, composta tra il 1117 e il 1121, costituisce uno dei fondamenti della filosofia scolastica medievale. Essa è costituita da cinque trattati, e si rifà al pensiero di Severino Boezio, Porfirio e Aristotele. 
La sua finalità è essenzialmente didattica, Abelardo ha infatti insegnato logica all'Università di Parigi: essa nacque come manuale per insegnare a distinguere tra argomenti veri e falsi. A tal fine, il trattato si occupa delle parti del discorso, delle proposizioni e dei sillogismi, dei topici e della divisione e definizione degli enunciati
Il metodo è quello dell'analisi strutturale del discorso, diviso aristotelicamente in antepraedicamenta (forme), praedicamenta (tipi di vocaboli) e postpraedicamenta (significati).
«Abelardo, che nella controversia sugli universali occupò una posizione mediana definita concettualismo (gli universali sono ante rem In Dio, in re nel mondo e post rem nell'intelletto umano), qui [nel trattato] si presenta in veste di logico che sottopone a un'analisi critica il significato di vocaboli e proposizioni»

## Edizioni
- Victor Cousin (a cura di), in Ouvrages inédits d'Abélard, Parigi 1836, pp. 173-497 (prima edizione, incompleta).
- L.M. De Rijk (a cura di), Dialectica. Assen: Van Gorcum, 1956. Prima edizione completa del manoscritto parigino (codex Victorinus Paris. B. N. Lat. 14614; olim Victorinus 844, sec. XII); seconda edizione riveduta 1970.